# 대구부수성비
대구부수성비(大邱府修城碑)는 대구광역시 수성구 만촌동에 있는 비석이다. 1982년 3월 4일 대구광역시의 유형문화재 제5호로 지정되었다.

## 개요
조선 고종 때 경상도 관찰사로 부임해 온 김세호가 대구부성을 수리한 후 그 기념으로 세운 비이다. 대구부성은 영조 때 경상관찰사 민응수가 외적의 침입을 막기 위해 쌓았는데 그 후 성이 훼손되어도 제대로 보수가 이루어지지 않던 것을 김세호가 수리한 것이다.
비는 네모난 받침돌 위에 비몸을 세우고 지붕돌을 올린 모습이다. 비문에는 공사에 관한 내용과, 유공자에게 상을 내린 일이 적혀 있다.
고종 6년(1869)에 세운 비로, 관찰사 김세호가 직접 비문을 짓고, 당시 공사 책임관이었던 최석로가 글씨를 썼다. 광무 10년(1906) 대구부성이 헐리면서 갈 곳을 잃었다가 1932년 대구향교 경내로 옮겨 놓았고, 1980년 영남제일관을 재현하면서 현재의 자리로 옮겨왔다.

## 참고 자료
- 대구부수성비 - 국가유산청 국가유산포털